# Eurocon
Eurocon je godišnja znanstveno-fantastični skup koji se održava u Europi. Vijeće Eurocona odlučuje prema izboru sudionika gdje će se održati sljedeći skup. Ovaj postupak provjerava Europsko udruženje znanstvene fantastike (engl. European Science Fiction Society). Prvi Eurocon održao se u Trstu 1972. Festivalsko izdanje 2012. održano je u Zagrebu.

## Vanjske poveznice

### Sestrinski projekti
|  | Zajednički poslužitelj ima još gradiva o temi Eurocon                        |
|  | Zajednički poslužitelj ima još gradiva o temi SFeraKon Kontakt Eurocon 2012. |